# Jordi Amat
Jordi Amat Maas (Canet de Mar, 21 marzo 1992) è un calciatore spagnolo naturalizzato indonesiano, difensore del Persija e della nazionale indonesiana.

## Carriera

### Club
Muove i primi passi nel Canet de Mar, squadra del suo paese natale, fino all'età di sette anni, quando si trasferisce nel settore giovanile dell'Espanyol. Dopo aver fatto tutta la trafila delle squadre minori, nel 2009 giunge nella squadra B. Dalla stagione 2009-2010 inizia ad essere convocato in prima squadra dall'allenatore Pochettino, che il 24 gennaio 2010 lo fa esordire contro il Maiorca. A fine stagione colleziona 6 presenze totali. L'anno successivo lo vede protagonista in prima squadra, con 28 presenze. Per la stagione 2012-2013 è prestato al Rayo Vallecano, con il quale il 24 febbraio 2013 sigla il suo primo gol nella Liga. il 27 giugno 2013 firma un quadriennale con lo Swansea, che per acquistarlo spende 2,5 milioni di sterline. Conclude la sua prima stagione in Inghilterra con 30 presenze, 9 delle quali in Europa League. L'11 marzo 2015 prolunga il contratto fino al 2018.

### Nazionale
Ha preso parte a tutte le selezioni giovani spagnole, a partire dall'Under-16, con la quale debuttò nel gennaio 2008. Con la nazionale Under-17 nel 2009 ha partecipato al campionato mondiale di categoria, in Nigeria.
In virtù delle sue origini (una nonna era indonesiana, nata a Makassar), nel novembre 2022 ha ottenuto la cittadinanza indonesiana. Il 23 dicembre dello stesso anno ha esordito con la nazionale indonesiana, nell'incontro vinto per 2-1 contro la Cambogia, valido per l'AFF Cup.

## Statistiche

### Presenze e reti nei club
Statistiche aggiornate al 19 agosto 2022.
| Stagione            | Squadra             | Campionato          | Campionato | Campionato | Coppe nazionali | Coppe nazionali | Coppe nazionali | Coppe continentali | Coppe continentali | Coppe continentali | Altre coppe | Altre coppe | Altre coppe | Totale | Totale |
| Stagione            | Squadra             | Comp                | Pres       | Reti       | Comp            | Pres            | Reti            | Comp               | Pres               | Reti               | Comp        | Pres        | Reti        | Pres   | Reti   |
| ------------------- | ------------------- | ------------------- | ---------- | ---------- | --------------- | --------------- | --------------- | ------------------ | ------------------ | ------------------ | ----------- | ----------- | ----------- | ------ | ------ |
| 2009-2010           | Espanyol            | PD                  | 6          | 0          | CR              | 0               | 0               |                    | -                  | -                  |             | -           | -           | 6      | 0      |
| 2010-2011           | Espanyol            | PD                  | 25         | 0          | CR              | 2               | 0               |                    | -                  | -                  |             | -           | -           | 27     | 0      |
| 2011-2012           | Espanyol            | PD                  | 9          | 0          | CR              | 4               | 0               |                    | -                  | -                  |             | -           | -           | 13     | 0      |
| Totale Espanyol     | Totale Espanyol     | Totale Espanyol     | 40         | 0          |                 | 6               | 0               |                    | -                  | -                  |             | -           | -           | 46     | 0      |
| 2012-2013           | Rayo Vallecano      | PD                  | 27         | 1          | CR              | 0               | 0               |                    | -                  | -                  |             | -           | -           | 27     | 1      |
| 2013-2014           | Swansea City        | PL                  | 17         | 0          | FACup+CdL       | 3+1             | 0               | UEL                | 9                  | 0                  |             | -           | -           | 30     | 0      |
| 2014-2015           | Swansea City        | PL                  | 10         | 0          | FACup+CdL       | 2+0             | 0               |                    | -                  | -                  |             | -           | -           | 12     | 0      |
| 2015-2016           | Swansea City        | PL                  | 8          | 0          | FACup+CdL       | 1+2             | 0               |                    | -                  | -                  |             | -           | -           | 11     | 0      |
| 2016-2017           | Swansea City        | PL                  | 17         | 0          | FACup+CdL       | 0+2             | 0               |                    | -                  | -                  |             | -           | -           | 19     | 0      |
| Totale Swansea City | Totale Swansea City | Totale Swansea City | 52         | 0          |                 | 11              | 0               |                    | 9                  | 0                  |             | -           | -           | 72     | 0      |
| 2017-2018           | Betis               | PD                  | 25         | 0          | CR              | 1               | 0               |                    | -                  | -                  |             | -           | -           | 26     | 0      |
| 2018-2019           | Rayo Vallecano      | PD                  | 31         | 0          | CR              | 0               | 0               |                    | -                  | -                  |             | -           | -           | 31     | 0      |
| 2019-2020           | Eupen               | D1                  | 24         | 2          | CB              | 1               | 0               |                    | -                  | -                  |             | -           | -           | 25     | 2      |
| 2020-2021           | Eupen               | D1                  | 29         | 0          | CB              | 3               | 0               |                    | -                  | -                  |             | -           | -           | 32     | 0      |
| 2021-2022           | Eupen               | D1                  | 27         | 0          | CB              | 2               | 0               |                    | -                  | -                  |             | -           | -           | 29     | 0      |
| Totale Eupen        | Totale Eupen        | Totale Eupen        | 80         | 2          |                 | 6               | 0               |                    | -                  | -                  |             | -           | -           | 86     | 2      |
| lug.-dic. 2022      | Johor Darul Ta'zim  | SL                  | 0          | 0          |                 | -               | -               | ACL                | 1                  | 0                  |             | -           | -           | 1      | 0      |
| Totale carriera     | Totale carriera     | Totale carriera     | 255        | 3          |                 | 24              | 0               |                    | 10                 | 0                  |             | -           | -           | 289    | 3      |

### Cronologia presenze e reti in nazionale
| Cronologia completa delle presenze e delle reti in nazionale ― Indonesia | Cronologia completa delle presenze e delle reti in nazionale ― Indonesia | Cronologia completa delle presenze e delle reti in nazionale ― Indonesia | Cronologia completa delle presenze e delle reti in nazionale ― Indonesia | Cronologia completa delle presenze e delle reti in nazionale ― Indonesia | Cronologia completa delle presenze e delle reti in nazionale ― Indonesia | Cronologia completa delle presenze e delle reti in nazionale ― Indonesia | Cronologia completa delle presenze e delle reti in nazionale ― Indonesia |
| Data                                                                     | Città                                                                    | In casa                                                                  | Risultato                                                                | Ospiti                                                                   | Competizione                                                             | Reti                                                                     | Note                                                                     |
| ------------------------------------------------------------------------ | ------------------------------------------------------------------------ | ------------------------------------------------------------------------ | ------------------------------------------------------------------------ | ------------------------------------------------------------------------ | ------------------------------------------------------------------------ | ------------------------------------------------------------------------ | ------------------------------------------------------------------------ |
| 23-12-2022                                                               | Giacarta                                                                 | Indonesia                                                                | 2 – 1                                                                    | Cambogia                                                                 | AFF Cup 2022 - 1º turno                                                  | -                                                                        | 86’                                                                      |
| 29-12-2022                                                               | Giacarta                                                                 | Indonesia                                                                | 1 – 1                                                                    | Thailandia                                                               | AFF Cup 2022 - 1º turno                                                  | -                                                                        | 88’                                                                      |
| 6-1-2023                                                                 | Giacarta                                                                 | Indonesia                                                                | 0 – 0                                                                    | Vietnam                                                                  | AFF Cup 2022 - Semifinale                                                | -                                                                        |                                                                          |
| 9-1-2023                                                                 | Hanoi                                                                    | Vietnam                                                                  | 2 – 0                                                                    | Indonesia                                                                | AFF Cup 2022 - Semifinale                                                | -                                                                        |                                                                          |
| 25-3-2023                                                                | Bekasi                                                                   | Indonesia                                                                | 3 – 1                                                                    | Burundi                                                                  | Amichevole                                                               | -                                                                        |                                                                          |
| 28-3-2023                                                                | Bekasi                                                                   | Indonesia                                                                | 2 – 2                                                                    | Burundi                                                                  | Amichevole                                                               | 1                                                                        |                                                                          |
| 19-6-2023                                                                | Giacarta                                                                 | Indonesia                                                                | 0 – 2                                                                    | Argentina                                                                | Amichevole                                                               | -                                                                        |                                                                          |
| 8-9-2023                                                                 | Surabaya                                                                 | Indonesia                                                                | 2 – 0                                                                    | Turkmenistan                                                             | Amichevole                                                               | -                                                                        |                                                                          |
| 16-11-2023                                                               | Bassora                                                                  | Iraq                                                                     | 5 – 1                                                                    | Indonesia                                                                | Qual. Mondiali 2026                                                      | -                                                                        | [ 6 ]                                                                    |
| 21-11-2023                                                               | Manila                                                                   | Filippine                                                                | 1 – 1                                                                    | Indonesia                                                                | Qual. Mondiali 2026                                                      | -                                                                        | 90+3’                                                                    |
| 2-1-2024                                                                 | Aksu                                                                     | Libia                                                                    | 4 – 0                                                                    | Indonesia                                                                | Amichevole                                                               | -                                                                        | 46’                                                                      |
| 5-1-2024                                                                 | Aksu                                                                     | Indonesia                                                                | 1 – 2                                                                    | Libia                                                                    | Amichevole                                                               | -                                                                        |                                                                          |
| 9-1-2024                                                                 | Al Rayyan                                                                | Iran                                                                     | 5 – 0                                                                    | Indonesia                                                                | Amichevole                                                               | -                                                                        |                                                                          |
| 15-1-2024                                                                | Al Rayyan                                                                | Indonesia                                                                | 1 – 3                                                                    | Iraq                                                                     | Coppa d'Asia 2023 - 1º turno                                             | 1                                                                        |                                                                          |
| 19-1-2024                                                                | Doha                                                                     | Vietnam                                                                  | 0 – 1                                                                    | Indonesia                                                                | Coppa d'Asia 2023 - 1º turno                                             | -                                                                        | 77’                                                                      |
| 24-1-2024                                                                | Doha                                                                     | Giappone                                                                 | 3 – 1                                                                    | Indonesia                                                                | Coppa d'Asia 2023 - 1º turno                                             | -                                                                        | 77’                                                                      |
| 28-1-2024                                                                | Al Rayyan                                                                | Australia                                                                | 4 – 0                                                                    | Indonesia                                                                | Coppa d'Asia 2023 - Ottavi di finale                                     | -                                                                        | 90’                                                                      |
| 2-6-2024                                                                 | Giacarta                                                                 | Indonesia                                                                | 0 – 0                                                                    | Tanzania                                                                 | Amichevole                                                               | -                                                                        | 78’                                                                      |
| 6-6-2024                                                                 | Giacarta                                                                 | Indonesia                                                                | 0 – 2                                                                    | Iraq                                                                     | Qual. Mondiali 2026                                                      | -                                                                        | 59’                                                                      |
| 10-10-2024                                                               | Riffa                                                                    | Bahrein                                                                  | 2 – 2                                                                    | Indonesia                                                                | Qual. Mondiali 2026                                                      | -                                                                        | 46’                                                                      |
| 15-11-2024                                                               | Giacarta                                                                 | Indonesia                                                                | 0 – 4                                                                    | Giappone                                                                 | Qual. Mondiali 2026                                                      | -                                                                        | 76’                                                                      |
| Totale                                                                   |                                                                          | Presenze                                                                 | 21                                                                       |                                                                          | Reti                                                                     | 1                                                                        |                                                                          |

## Palmarès

### Club

#### Competizioni nazionali
- Liga Super: 3

Johor Darul Ta'zim: 2022, 2023, 2024-2025
- Coppa della Malaysia: 3

Johor Darul Ta'zim: 2022, 2023, 2024-2025